# Pandion (komunikator internetowy)

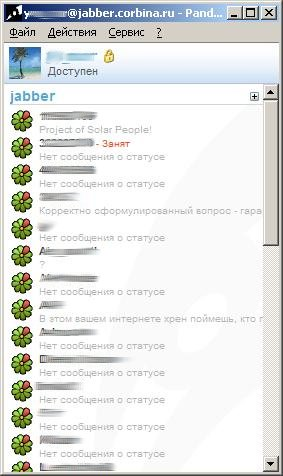
Zrzut ekranu z Pandiona

Pandion (dawniej Rhymbox) – klient sieci XMPP dla środowiska systemu operacyjnego MS Windows, do używania którego potrzebna jest przeglądarka Internet Explorer. Prosty w obsłudze, umożliwia m.in. przesyłanie plików, korzystanie z awatarów i emotikonów, obsługę wtyczek, konferencje, obsługę wielu profili i szyfrowanie SSL.